# Crimson Spell
Crimson Spell (jap. クリムゾン・スぺル) ist eine Manga-Serie von Mangaka Ayano Yamane, die von 2004 bis 2021 in Japan erschien und in mehrere Sprachen übersetzt wurde. Die Fantasy-Geschichte mit Comedy-Elementen erzählt von einem Prinzen, der sich wegen eines Fluchs nachts in ein Monster verwandelt und dann von einem Zauberer durch Sex besänftigt wird. Der Manga wird daher auch als Yaoi oder Boys Love eingeordnet und wegen expliziter Szenen erst ab 18 Jahren empfohlen.

## Inhalt
Das Königreich Alsviez wird von Dämonen angegriffen und um es zu retten greift Prinz Valdrigue zum versiegelten Schwert Yug Verund. Mit ihm gelingt es, die Bedrohung abzuwenden. Doch mit dem Lösen des Siegels liegt nun ein Fluch auf Valdrigue, der sich nun selbst des nachts in ein Monster verwandelt. So reist er zum Zauberer Halvir Froput, um von ihm den Fluch aufheben zu lassen. Doch Halvir will für seinen Dienst das Schwert erhalten. Das lehnt der Prinz ab, da es sich seit langem im Besitz der Familie befindet. Also muss sich Valdrigue auf die Reise zum Drachen des Hexenmeisters Haldaim begeben, um den Ursprung des Fluchs zu vernichten.
Auf der Reise wird der Prinz von Halvir begleitet, um das Monster im Zaum zu halten. Heimlich will Halvir dabei das Schwert stehlen. Doch es stellt sich heraus, dass sich Valdrigues Monstergestalt nur durch Sex besänftigen lässt. Dabei kann Halvir zugleich seine Kräfte auffrischen. Am nächsten Morgen kann sich der Prinz an nichts mehr erinnern, was in seiner Gestalt als Monster geschah. So schläft der Zauberer immer wieder nachts mit dem Monster, nutzt seine Kräfte und findet Gefallen an ihm.

## Veröffentlichungen
Der Manga erschien in Japan von 2004 bis 2021 im Magazin Chara Selection. Dessen Verlag Tokuma Shoten veröffentlichte die Kapitel ab Juli 2005 auch gesammelt in sieben Bänden. Der fünfte dieser Bände gelangte mit über 35.000 Verkäufen in der ersten Woche nach Veröffentlichung auf Platz 25 der Manga-Charts.
Zu den ersten beiden Bänden erschienen zwei Hörspiele, die von Movic produziert wurden und unter dem Label Chara CD Collection erschienen. Die CDs erschienen am 24. Juni 2009 und 25. März 2010. Die Hauptfiguren wurden gesprochen von Takashi Kondō (Valdrigue) und Shin’ichirō Miki (Halvir).
Eine deutsche Übersetzung der Serie von Claudia Peter erschien von April 2008 bis August 2024 vollständig bei Tokyopop. Auf Englisch wurde der Manga herausgegeben von Kitty Media und SuBLime, auf Französisch von Kazé, auf Italienisch von Kappa Edizioni und auf Chinesisch von Sharp Point Press.

## Rezeption
In ihrer Kritik des Mangas lobt die deutsche Zeitschrift AnimaniA die gelungene Mischung von Fantasy, Comedy und Boys Love, in der die Sexszenen nicht nur Selbstzweck seien, sondern sinnvoll in die Handlung eingebunden. Auch genretypische Stereotype wie Seme-Uke-Dynamiken (dominanter und passiver Partner) würden „wohltuend aufgebrochen“ und die Protagonisten zeigten vielschichtige Charaktere. Ein niedlicher Naturgeist ergänzt Kawaii- und Comedy-Elemente. Die Zeichnerin begeistere zudem mit „sicherer Strichführung, routiniertem Rasterfolieneinsatz und einer akkuraten Licht- und Schattenstruktur“; die als Bishōnen gehaltenen Protagonisten würden in detaillierte Hintergründe eingebettet.